# Буреельвен
Буреельвен (швед. Bureälven) — річка на півночі Швеції, на сході лену Вестерботтен. Площа басейну  — 1045,6 км²  (1050 км²,  1048 км² ). На річці побудовано 5 малих ГЕС з загальною встановленою потужністю 2 МВт й з загальним середнім річним виробництвом 7,1 млн кВт·год
Більшу частину басейну річки — 79,88 % — займають ліси, території сільськогосподарського призначення займають 10,26 %, болота — 2,58 %, поверхня річок і озер — 6,31 %, інше — 0,97 %. 